# 亞歷山大·馬里科夫斯基
亞歷山大·瓦萊里約維奇·馬里科夫斯基（羅馬化：Oleksandr Valeriiovyvch Marikovskyi；1982年9月8日—），烏克蘭經濟學家和政治家，目前擔任第9屆烏克蘭最高拉達的議員。他自2019年8月29日起擔任第9屆烏克蘭最高拉達議會環境政策委員會的副主席。

## 生平
馬里科夫斯基於1982年9月18日在基輔出生。
他畢業於基輔大學，並獲得碩士學位。他於2014年畢業於烏克蘭政治學院。
他是烏克蘭廣場革命的公共組織「汽車廣場」（Avtomaidan）積極成員。2015年，他成立非政府組織「內容分析中心」，他也是一家諮詢機構和一家IT公司的董事。
馬里科夫斯基曾擔任烏克蘭環境保護和自然資源部公眾委員會的成員以及烏克蘭信息政策部國務秘書的代理顧問。
他是GovVoice的開發者，該系統是一種集中化的政府通訊管理模型，他還是環境問題登記資料庫的開發者。馬里科夫斯基也是資訊政策、電子政府、生態學和反貪污政策的專家。
2019年12月12日，馬里科夫斯基成為跨黨派組織「人道國家」的成員，該協會是由人道運動UAnimals發起，旨在普及人道主義價值觀並保護動物免受虐待。
他曾是2019年烏克蘭最高拉達選舉中政黨「人民公僕」的候選人，名列第91位。在選舉期間，他是Mediateka有限責任公司的總經理，他是一名獨立候選人，並居住在基輔。

## 在土耳其的打鬥
在2023年5月4日，在土耳其安卡拉舉行的黑海經濟合作組織大會期間，一名俄羅斯代表瓦列里·斯塔維茨基從他手中奪走了烏克蘭國旗。馬里科夫斯基對這次襲擊和偷竊行為作出回應，追逐俄羅斯代表以取回國旗，當時發生了一場短暫的衝突。而俄方代表其後求助於俄羅斯駐安卡拉大使館。